# Ottana
Ottana ist ein Ort in der Provinz Nuoro in der italienischen Region Sardinien mit 2173 Einwohnern (Stand 31. Dezember 2023). Ottana liegt südlich der Schnellstraße SS131 ungefähr 30 km westlich von Nuoro. 
Ottana war früher Zentrum der Weidewirtschaft und für archaisches Brauchtum bekannt. Die schwarze Trachytkirche San Nicola ist die einzige einschiffige Kathedrale Sardiniens. Sie wurde in der ersten Hälfte des 12. Jahrhunderts auf den Ruinen einer byzantinischen Kirche errichtet. Ottana war bis zum Jahre 1503 Bischofssitz. 
Im Zweiten Weltkrieg lag bei Ottana ein Militärflugplatz (⊙). 
Die Nachbargemeinden sind: Bolotana, Noragugume, Olzai, Orani, Sarule und Sedilo (OR).

## Einzelnachweise

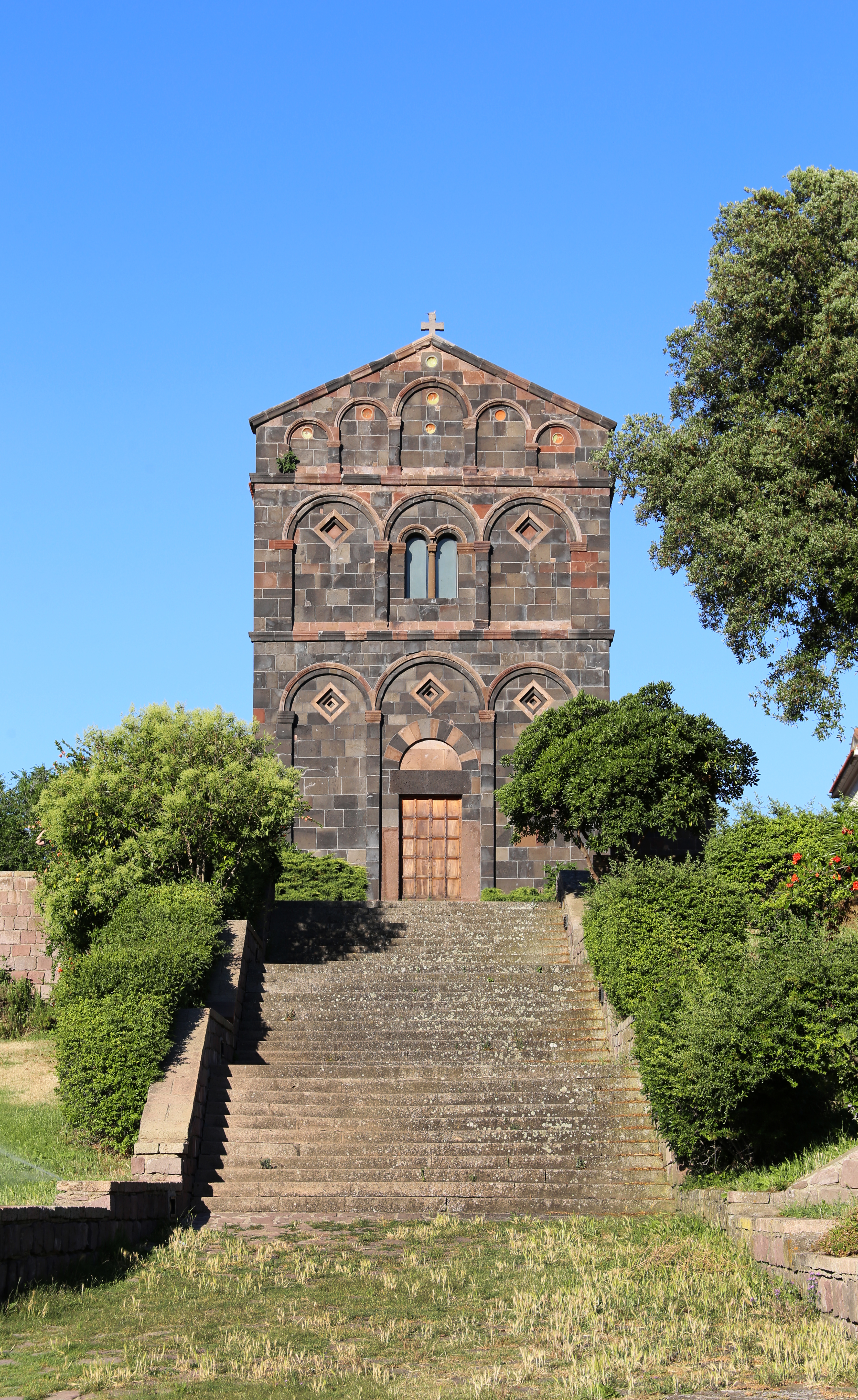